# Cantone di Phalsbourg
Il Cantone di Phalsbourg è una divisione amministrativa dell'arrondissement di Sarrebourg.
A seguito della riforma approvata con decreto del 18 febbraio 2014, che ha avuto attuazione dopo le elezioni dipartimentali del 2015, è passato da 26 a 56 comuni.

## Composizione
I 26 comuni facenti parte prima della riforma del 2014 erano:
- Arzviller
- Berling
- Bourscheid
- Brouviller
- Dabo
- Danne-et-Quatre-Vents
- Dannelbourg
- Garrebourg
- Guntzviller
- Hangviller
- Haselbourg
- Henridorff
- Hérange
- Hultehouse
- Lixheim
- Lutzelbourg
- Metting
- Mittelbronn
- Phalsbourg
- Saint-Jean-Kourtzerode
- Saint-Louis
- Vescheim
- Vilsberg
- Waltembourg
- Wintersbourg
- Zilling

Dal 2015 i comuni appartenenti al cantone sono i seguenti 56:
- Abreschviller
- Arzviller
- Aspach
- Barchain
- Berling
- Bourscheid
- Brouderdorff
- Brouviller
- Dabo
- Danne-et-Quatre-Vents
- Dannelbourg
- Fraquelfing
- Garrebourg
- Guntzviller
- Hangviller
- Harreberg
- Hartzviller
- Haselbourg
- Hattigny
- Héming
- Henridorff
- Hérange
- Hermelange
- Hesse
- Hommert
- Hultehouse
- Lafrimbolle
- Landange
- Laneuveville-lès-Lorquin
- Lixheim
- Lorquin
- Lutzelbourg
- Métairies-Saint-Quirin
- Metting
- Mittelbronn
- Neufmoulins
- Niderhoff
- Niderviller
- Nitting
- Phalsbourg
- Plaine-de-Walsch
- Saint-Jean-Kourtzerode
- Saint-Louis
- Saint-Quirin
- Schneckenbusch
- Troisfontaines
- Turquestein-Blancrupt
- Vasperviller
- Vescheim
- Vilsberg
- Voyer
- Walscheid
- Waltembourg
- Wintersbourg
- Xouaxange
- Zilling